# Buda török kézre kerülése

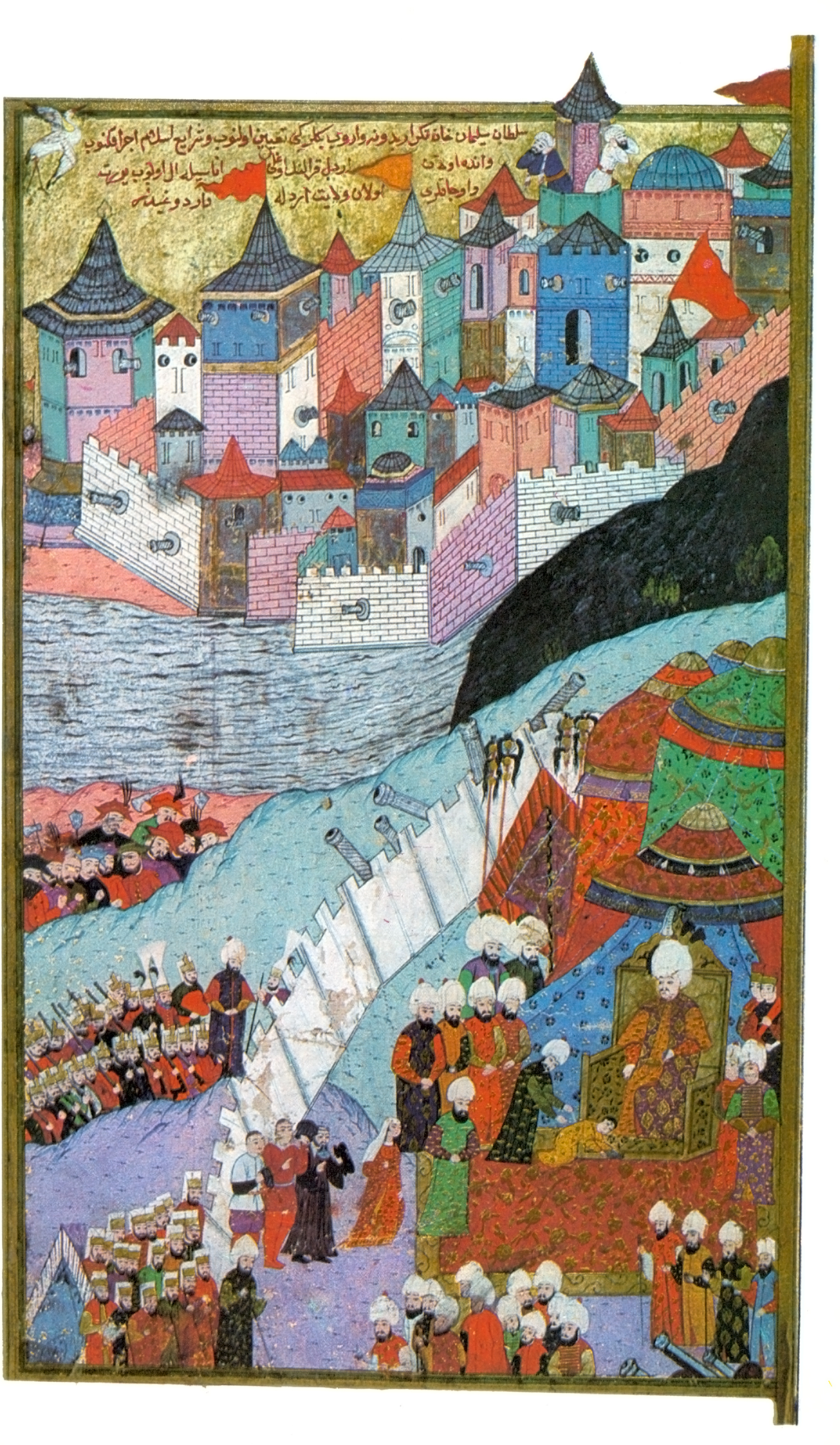
Szulejmána előtt a sátorban Izabella és a kis János Zsigmond csecsemőkirály, Buda 1541-es török megszállása idején, Buda várának török kézre kerülésekor (török miniatúra)

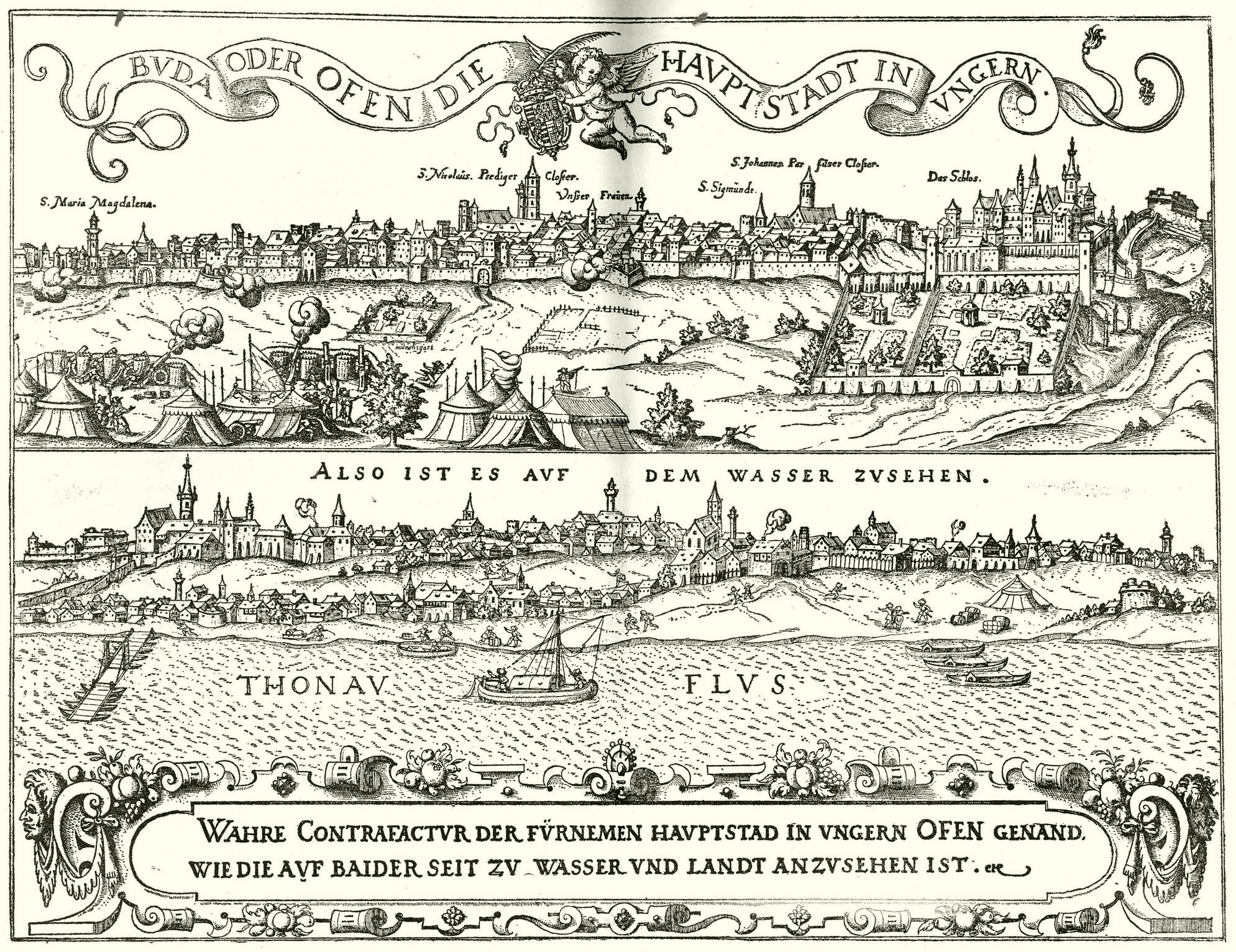
Buda vára I. János magyar király halálakor (Johan Siebmacher metszete Nikolaus Meldemann egykorú rajza alapján)

Buda török kézre kerülése  a  Magyar Királyság fővárosának, Budának az oszmán-török által végrehajtott bevételét jelenti, melyre 1541. augusztus 29-én, a mohácsi csata 15. évfordulóján került sor. Az 1505-ös rákosi végzésre hivatkozva 1526. november 10-én az ország főméltóságainak többsége az egyik leggazdagabb magyar főnemest, Szapolyai Jánost választották királlyá. A Habsburg-párti főurak pedig 1526. december 17-én Pozsonyban I. (Habsburg) Ferdinándot emelték trónra, az 1515-ös Habsburg–Jagelló házassági szerződés alapján a Habsburg-családnak az Árpád-házzal való összeköttetéseire hivatkozva. A kettős királyválasztást követően 1541-ben Ferdinánd már másodszor ostromolta meg Buda várát. A várat már majdnem három hónapja ostromolta a trónkövetelő Habsburgok serege, amikor július végén megérkezett a szultáni sereg a vár alá és elűzte őket. Ezután a török sereg elit egységei, a janicsárok bevonultak a várba, mialatt a várat védő magyar katonaság egy része, a magyar főurak és Izabella királyné a fiával együtt Szulejmán sátránál időzött. A törökök serege ostrom nélkül elfoglalta a várat, a megdöbbent magyarok szeme láttára, Buda török kézre került, a három részre szakadt Magyar Királyság területe fölötti uralomért pedig megkezdődött a hatalmi játszma a török szultán és a két magyar király között.

## Előzmények

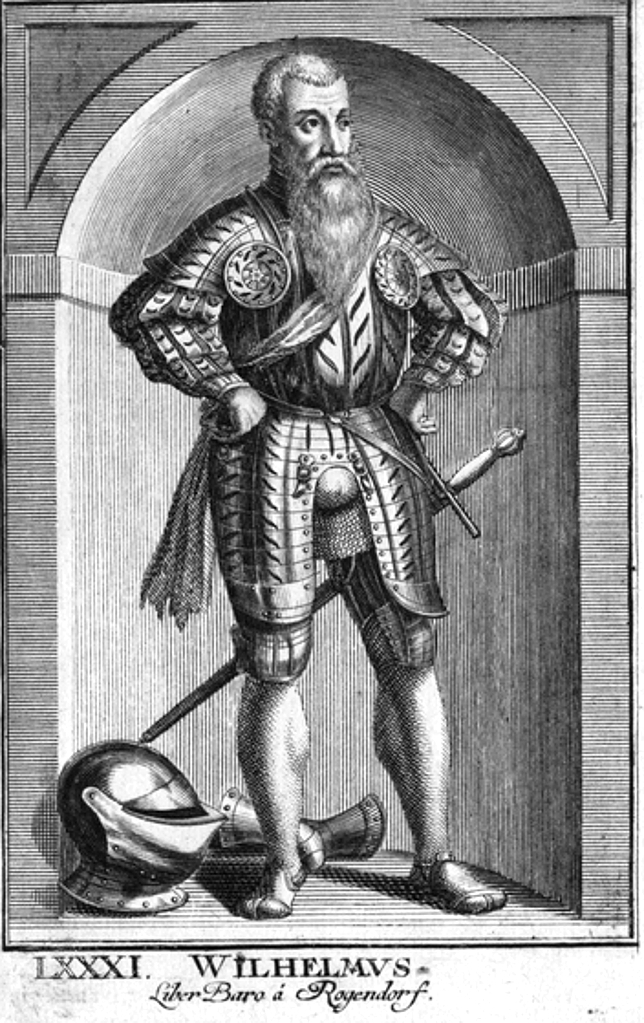
Wilhelm von Roggendorf generális

Magyarországon a mohácsi vész után áldatlan belháború indult Szapolyai János és I. (Habsburg) Ferdinánd között a magyar trónért, melyet az osztrák uralkodó az 1515. évi Habsburg-Jagelló házassági szerződésre hivatkozva akart megszerezni. 
Buda alól még 1530 decemberében másfél hónapos eredménytelen ostrom után vonult vissza Ferdinánd hadvezére Wilhelm von Roggendorf generális, akinek az elszenvedett kudarca miatt állandósult Mátyás királyságának az ekkor még csak kétfelé történő osztottsága. Szapolyait a török szultán is támogatta a magyar trónon, amely a Magyar Királyságot eleinte nem akarta államához csatolni, mert megelégedett volna hűbérúrként a királyság vazallusi függéssel.
1538-ban a felek békét kötöttek Váradon, ennek értelmében Szapolyai halála után Ferdinándra szállt volna a korona. A megállapodást titokban tartották, de mindkét fél egymást akarta kijátszani. Ferdinánd 1539 októberében nyilvánosságra hozta a törökök előtt a váradi békét, de a szultán – mivel az Oszmán Birodalom érdekei úgy kívánták – hajlandó volt megbocsátani Szapolyai „eltévelyedését”.
Szapolyai János magyar király a halála előtt (1540-ben) – annak tudatában, hogy fia született feleségétől, Jagelló Izabellától – megváltoztatta végrendeletét és gyermekét, János Zsigmondot jelölte utódjának.

## Buda ostroma
A király halála után Ferdinánd Isztambulban érvényesíteni akarta magyar trónigényét, de Fráter György, I. János magyar király és a Szapolyai-család szolgálatában álló pálos szerzetes és püspök a rákosi országgyűlésen királlyá tette a csecsemő trónörököst, János Zsigmondot. Habsburg Ferdinánd azonban nem nyugodott bele, s Erdélybe küldött biztosai kötelezni akarták a magyar rendeket, hogy tegyenek hűségesküt a Habsburgoknak. Közben Szulejmán is jelezte, hogy kész fegyveresen Magyarországra menni, hogy megvédje János Zsigmond ingatag trónját.
Ferdinánd Wilhelm von Roggendorf vezetésével 1541 tavaszán ismét egy 20 ezer fős zsoldossereget küldött Buda elfoglalására. A várban tartózkodott Izabella királyné és a magyar trón birtokosa kisfia, János Zsigmond is. Izabella megrémült, de Fráter György és Török Bálint kitartott, mert tudták, hogy már közelben van a felmentő török hadsereg.
Július 10-én a kb. félszázezer fős szultáni sereg előhada meg is érkezett a vár alá. Ekkor a magyar várvédők is kitörtek és elűzték von Roggendorfot, katonái egy részét pedig beszorították a Dunába.

## Csellel a várba

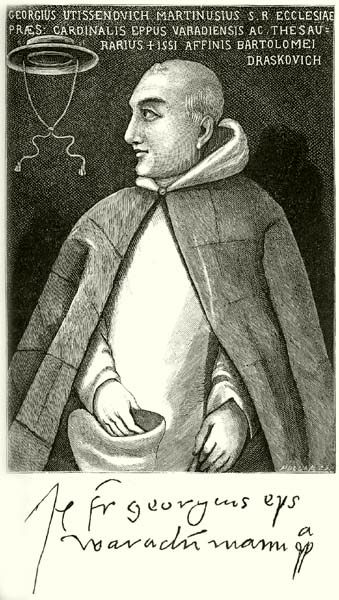
Fráter György, a király tanácsosa

Szulejmán augusztus 29-én a táborát Óbudán ütötte fel, és úgy tett, mint aki Bécs ellen hadjáratra készülõdik. A táborozó szultán sátrába kérette Izabella királynét, a magyar főurakat, Török Bálintot, Werbőczy Istvánt, Fráter Györgyöt a csecsemő királlyal együtt. Közben a várőrség java része is kivonult a várból. A sátorban tudatta Izabellával, hogy védnökségébe veszi Budát. Neki és fiának meghagyja a Tiszántúl és Erdély országrészeket, amelyet évi 10 ezer arany fejében kormányozhat.
Mialatt a szultán a magyar főurakkal tárgyalt, addig egy nagy csapat nézelődő janicsár vonult fel a várba. elsőre a Szombat-kapun, amely Óbudára visz, a zsidópiac mellett, majd később a többi kapun is minden zaj nélkül jutottak be, az őrség ugyanis nem tett semmit, mivel azt mondták nekik, hogy csak meg kívánják tekinteni a várat. Számuk egyre szaporodott és lassanként komoly tömeggé nőtt, az ártalmatlan nézelődőkből hirtelen fegyveres katonákká váltak. Mintegy tízezren szállták meg a bástyákat és a kijáratokat. A janicsárok összeszedték a polgárok és az őrség fegyvereit, majd eljutottak több kulcsfontosságú pontra. Istvánffy Miklós humanista történetíró leírása szerint a janicsár-parancsnok a várost belovagolva, hírnökökkel meghirdette, hogy a hatalmas Szulejmán császár akarja s parancsolja, hogy a városban mindenki a fegyvert azonnal letegye és átadja, odahaza nyugodalmasan maradjon. Aki pedig nem engedelmeskedik, fejét veszti. Ekkor a katonák is észbe kaptak, de a janicsárok addigra már kezükben tartották a fontosabb helyeket. Az őrség egy részét megölték, a többit ártalmatlanították. A főbb várfokokra azonnal kitűzték a lófarkas zászlót még a Nagyboldogasszony-templom tornyára is.
A vár előtt álló magyar csapatok, Fráter György és a többi főúr is döbbenten szemlélték, hogy Buda török kézre került, napra pontosan tizenöt évvel a mohácsi csata után. Török Bálintot többé senki nem látta Magyarországon, útja a szultán sátrából a Héttoronyba vezetett.

## Újabb kudarcok

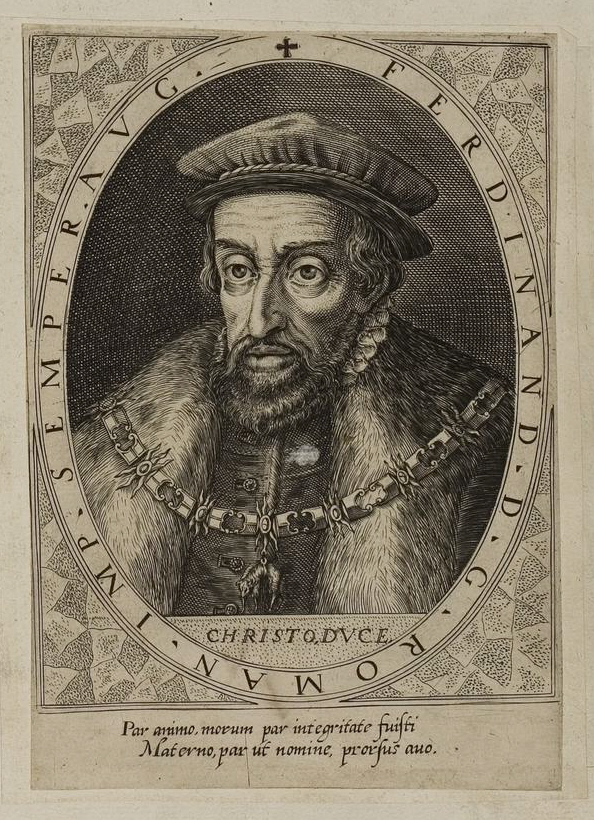
I. Ferdinánd magyar király

Szulejmán 1541. szeptember 22-én Pesten és Budán erős őrséget hagyva vonult vissza a Balkánra, majd november 27-én már Konstantinápolyban volt. Európa döbbenten állt az eset előtt. A szultán magával vitte Török Bálintot, aki haláláig a Héttoronynak nevezett erődbörtönben raboskodott. Őt túszként használva akarta zsarolni az erdélyieket. Fráter György is észrevette, milyen hibás úton járt, ezért mindent megtett, hogy Erdély visszakerülhessen a Magyar Királysághoz, ahol már ténylegesen is I. Ferdinánd lett az uralkodó. 1541. december 29-én megkötötték a gyalui egyezményt, melynek értelmében átadták Bécsnek a Szent Koronát, cserébe Izabella visszakapta a Szepességben levő birtokokat, melyek annak idején férjéé voltak.
Ferdinánd egy kb. 40-50 ezer fős osztrák-magyar sereget küldött Buda visszafoglalására. 1542. szeptember 26-án a Pest alá érkező sereg késve tett kísérletet a város bevételére. 

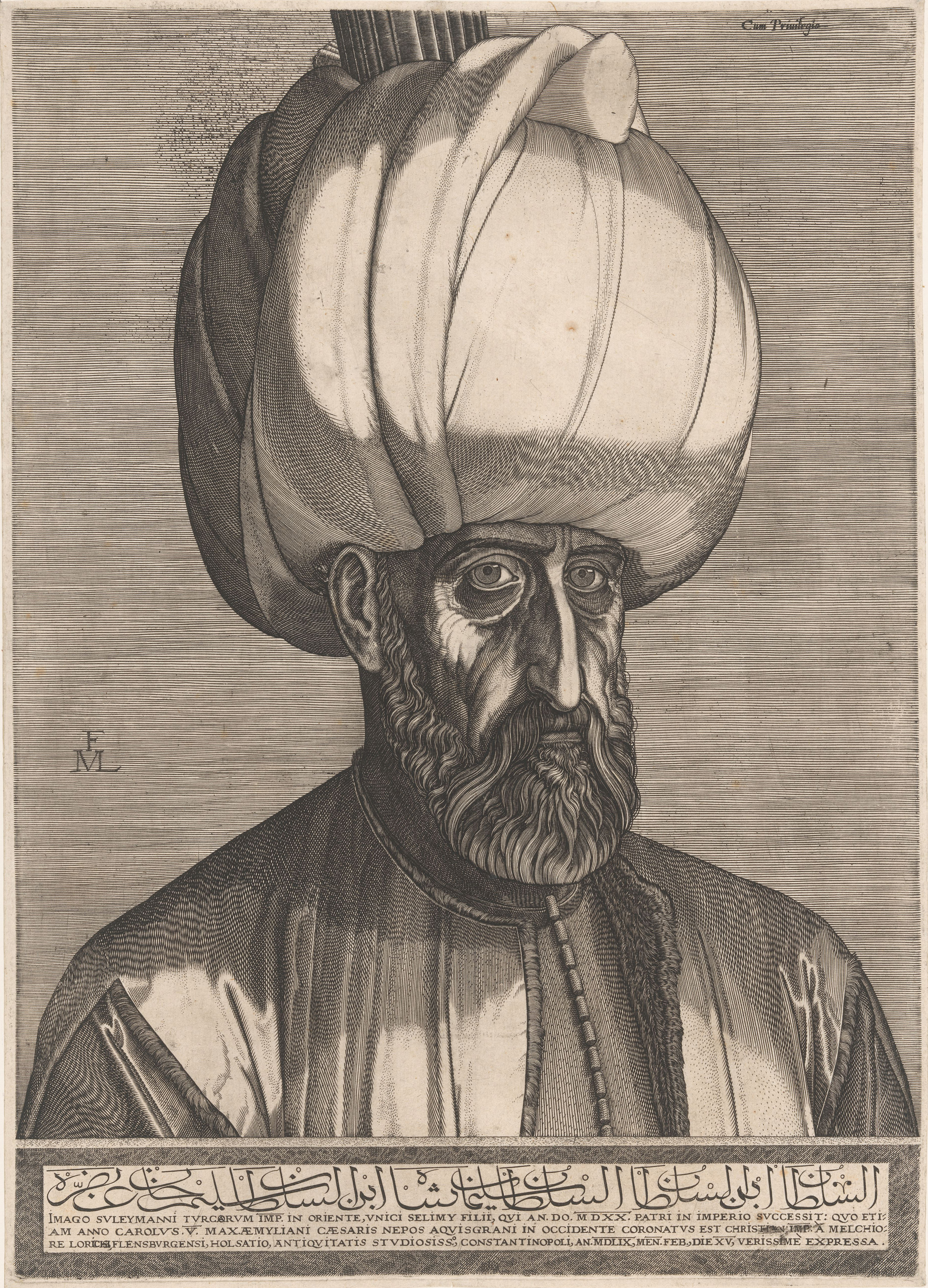
I. Szulejmán oszmán szultán

Zrínyi Miklós 400 horvát könnyűlovas kapitányaként vett részt a hadjáratban, akit ezt követően nevezett ki Ferdinánd király horvát–szlavón bánná. A falak ugyan gyengék voltak, de a török védősereg megtartotta azokat. Két hét múlva a keresztény seregek visszavonultak. 
Bizonyossá vált, hogy a trónkövetelő  Habsburg-házból származó osztrák főherceg éppúgy nem fogja tudni az török hódítókkal szemben megvédeni Magyarországot akárcsak Szapolyai János. Ezért a gyalui egyezséget Izabella királyné felmondta, és vállalta az Oszmán Birodalomtól való függőséget, Fráter György pedig a következő évben helytartói minőségben megszervezte Kelet-Magyarországot és az erdélyi államot. 1542 decemberében a tordai országgyűlésen az erdélyi rendek vállalták a török protektorátust és az adófizetést. 1547. június 19-én a Habsburgok békét kötottek Szulejmán szultánnal Drinápolyban. 1549-ben pedig újabb egyezség született Ferdinánd és Izabella királyné között, aminek értelmében Jagelló Izabella magyar királyné és kiskorú fia, II. János magyar király kárpótlás fejében lemondtak Erdélyről és az általuk uralt tiszai részekről Ferdinánd király javára. Ez a királyi paktum azonban török támadást eredményezett, ezt Fráter György erdélyi és Ferdinánd osztrák csapatai visszaverték ugyan, de Ferdinánd – aki veszélyes ellenlábasának ítélte Fráter Györgyöt – bérgyilkosokat küldött rá, akik 1551-ben alvinci kastélyában megölték a kancellárt. Ezt követte az 1552. évi török hadjárat amely az egyesítési kísérlet megtorlására indult és az egri diadal, amely Magyarország három részre szakítását eredményezte hosszú évtizedekre